# Szafa (zbiór opowiadań)
Szafa – zbiór trzech opowiadań Olgi Tokarczuk wydany w 1998 roku przez Wydawnictwo Ruta z Wałbrzycha.

## Opowiadania
- Szafa
- Numery
- Deus Ex